# Médaille du 30e anniversaire de la Victoire sur l'Allemagne
La Médaille du 30e anniversaire de la Victoire sur l'Allemagne soviétique (en russe : Юбилейная медаль «Тридцать лет Победы в Великой Отечественной войне 1941—1945 гг.») créée en 1975 pour célébrer les 30 ans de la victoire sur l'Allemagne. Elle fut décernée aux militaires et aux membres du NKVD ayant reçu la médaille pour la victoire sur l'Allemagne et la médaille pour la victoire sur le Japon et aux civils ayant reçu la médaille pour le vaillant travail pendant la Grande Guerre Patriotique 1941-1945. Lorsque la médaille est décernée aux personnes ayant participé aux combats, elle porte au verso une inscription au participant du front, tandis que la médaille décernée aux personnes qui travaillaient à la construction des lignes de fortification, à la fabrication des munitions et du matériel militaire, à la prévention des incendies lors des bombardements sur la ville, à l'organisation du transport et du service d'approvisionnement, porte au verso une inscription au participant du front du travail. Les auteurs du design sont Viktor Ermakov, Valentin Zaïtsev et Albert Mirochnitcheno.